# Une guitare à la mer
Pour plus de détails, voir Fiche technique et Distribution.
Une guitare à la mer est un court métrage d'animation en volume franco-suisse réalisé par Sophie Roze et sorti en 2024.

## Fiche technique
- Titre original : Une guitare à la mer
- Réalisation : Sophie Roze
- Scénario : Sophie Roze
- Musique : Nicolas Bernard
- Animation : Souad Wedell, Gilles Coirier, Cécile Milazzo, Éric Montchaud, Héloïse Petel, David Thomasse, Anne Vincensini, Bilitis Levillain, Marie Cattiaut et Marion Le Guillou
- Décors : Marion Le Guillou
- Montage : Antoine Rodet
- Son :
- Production : Jean-François Bigot, Camille Raulo et Nicolas Burlet
- Société de production : JPL Films et Nadasdy Film
- Société de distribution : Little KMBO et Autour de Minuit
- Pays d'origine :  France et  Suisse
- Langue originale : français
- Durée : 30 minutes
- Date de sortie :
  - France : 10 juin 2024 (Annecy)

## Distinctions
- Festival international du film d'animation d'Annecy 2024 : Prix du public et Cristal pour une production TV
- Festival du court métrage de Clermont-Ferrand 2025 : Prix Canal + Kids (mention spéciale)